# Gillbergstjärnarna
Gillbergstjärnarna är en sjö i Ånge kommun i Medelpad och ingår i Ljungans huvudavrinningsområde. Sjöns area är 0,048 kvadratkilometer och den är belägen 269 meter över havet.